# Hypoponera sauteri
Hypoponera sauteri is een mierensoort uit de onderfamilie van de Ponerinae. De wetenschappelijke naam van de soort is voor het eerst geldig gepubliceerd in 1989 door Onoyama.